# Южноафриканска астрономическа обсерватория
Южноафриканската астрономическа обсерватория (на английски: South African Astronomical Observatory, SAAO) е националният център за инфрачервена и оптична астрономия в Република Южна Африка. Ръководи се от Южноафриканската национална изследователска фондация.
Нейното главно управление се намира в околностите на Кейп Таун, а основните телескопи се намират в обсерваторията в Съдърланд.